# Synagoge Bremerhaven

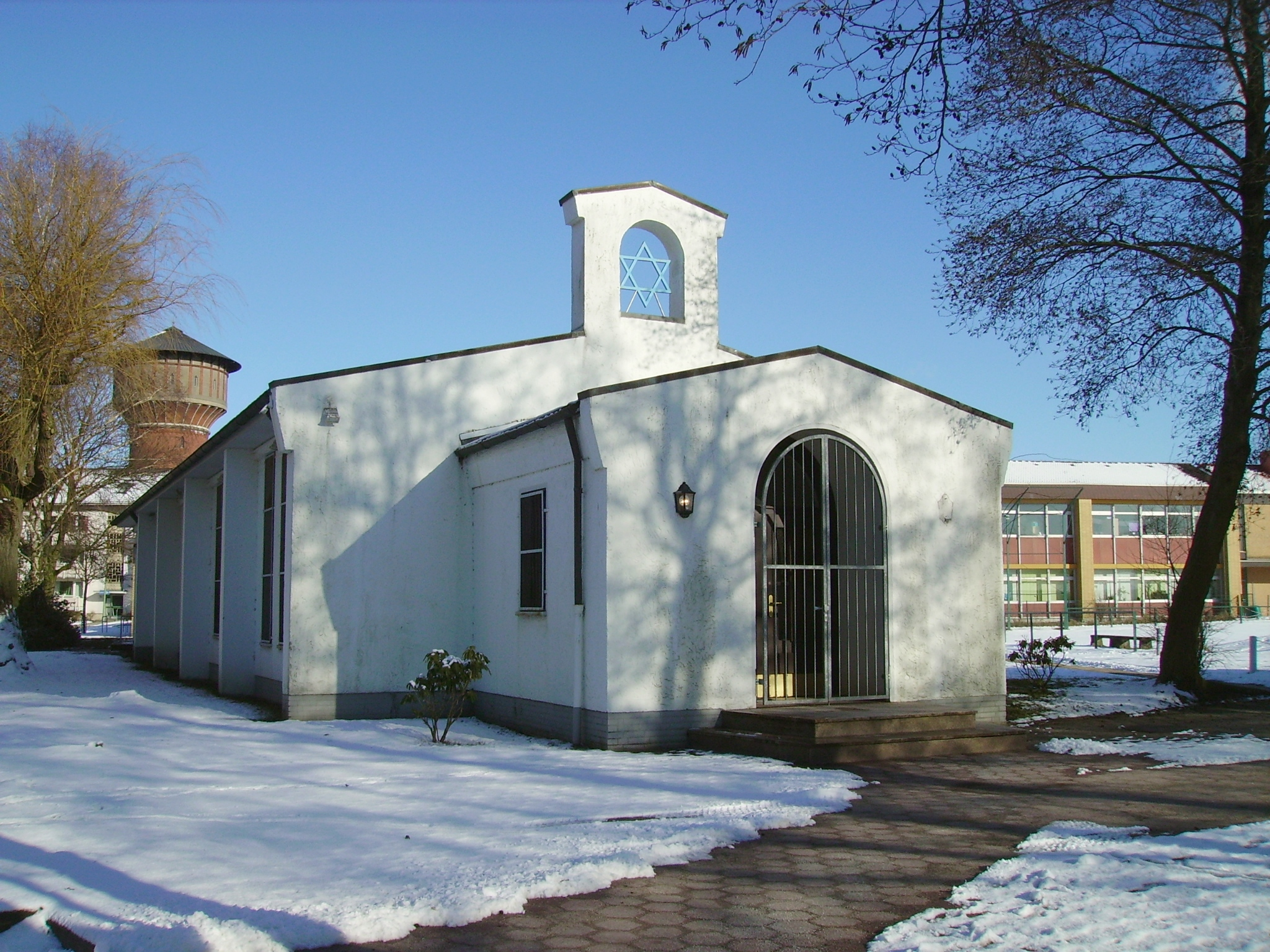
Synagoge Bremerhaven

Die Synagoge Bremerhaven wurde durch die jüdische Gemeinde im November 2000 eröffnet. Das Bauwerk in der Straße „Kleiner Blink 6“ wurde zuvor von Angehörigen der US-Armee genutzt.
Auf die Synagoge wurde im Jahr 2017 ein Farbanschlag und 2022 eine Brandstiftung verübt. Die Alte Synagoge Bremerhaven existierte von 1878 bis zu ihrer Zerstörung durch die Nationalsozialisten 1938.